# Mariano Cazurro García
Mariano Zacarías Cazurro García (Tordehumos, província de Valladolid, 5 de novembre de 1824 - Madrid, 13 d'agost de 1896) fou un autor de teatre i polític castellà, diputat a les Corts espanyoles durant el regnat d'Amadeu I d'Espanya i durant la restauració borbònica.
Fou director general d'Ultramar i subsecretari del Ministeri de Governació, càrrecs que compaginà amb la composició de comèdies de costums en castellà. També fou elegit diputat per Dénia a les eleccions generals espanyoles d'abril de 1872. No tornaria a participar en política fins a la restauració borbònica, quan fou elegit diputat pel districte de Villalón de Campos (província de Valladolid) a les eleccions generals espanyoles de 1879 i 1884.

## Obres
- La voluntad del difunto
- Los dos doctores
- La pensión de Ventura
- Trabajar por cuenta ajena
- Loa al héroe de Bailén